# Râs Baalbek
Râs Baalbek är en ort i Libanon.   Den ligger i guvernementet Mohafazat Baalbek-Hermel, i den nordöstra delen av landet, 90 kilometer öster om huvudstaden Beirut. Râs Baalbek ligger 993 meter över havet och antalet invånare är 2 000.
Terrängen runt Râs Baalbek är huvudsakligen kuperad, men norrut är den platt. Närmaste större samhälle är El Hermel, 15,3 kilometer norr om Râs Baalbek. 
Omgivningarna runt Râs Baalbek är i huvudsak ett öppet busklandskap. Runt Râs Baalbek är det ganska tätbefolkat, med 80 invånare per kvadratkilometer.